# Igaliku

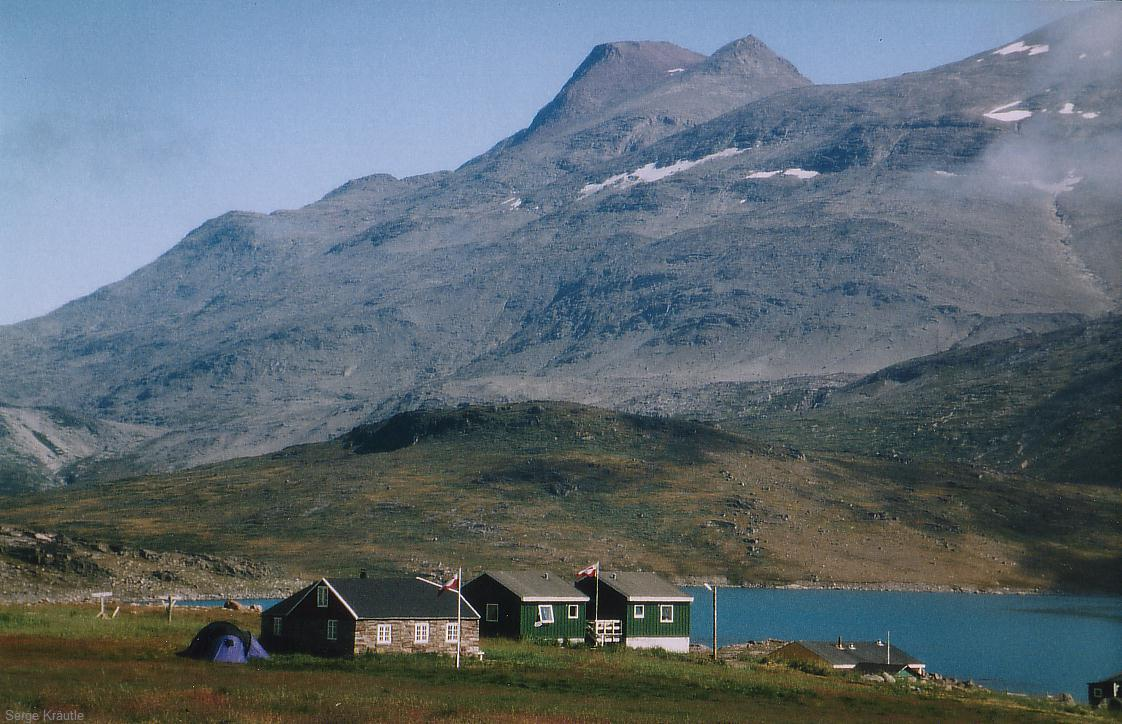
Illerfissalik sett från Igaliku.

Igaliku är en by i området Södra Grönland ungefär 34 km nordost om Narsaq, grundad 1782. Byn har cirka 40 invånare. 
På orten finns ruinerna efter det medeltida biskopssätet Garðar.
Igaliku ingår i området "Kujataa Greenland: Norse and Inuit Farming at the Edge of the Ice Cap" som upptogs på Unescos världsarvslista år 2017.